# Elmar Gunsch
Elmar Gunsch (* 14. Januar 1931 in Frankfurt am Main; † 3. Januar 2013 ebenda) war ein österreichischer Moderator, Autor und Schauspieler. Wegen seiner markanten, sonoren und weichen Bassstimme erhielt er den Beinamen Die Stimme.

## Leben
Elmar Gunsch wuchs im österreichischen Vorarlberg auf. Seine Eltern stammten aus dem Vinschgau in Südtirol, der Vater war als Vertreter für Miederwaren tätig. Deshalb lebte Elmar Gunsch einige Zeit bei den Großeltern in Nürnberg und machte dort am Hans-Sachs-Gymnasium Abitur. Er betätigte sich fünf Jahre als Schauspieler an Bühnen in Wien und Klagenfurt, bevor er 1957 Hörfunkmoderator wurde. 
1961 ging er als Rundfunkjournalist zum Hessischen Rundfunk. 1963 berichtete er vom Besuch des US-Präsidenten John F. Kennedy in der Frankfurter Paulskirche. Ferner machte er Reportagen für die Sendungen Zeitfunk und Unterwegs in Hessen. Mitte der 1970er Jahre ging er zum Bayerischen Rundfunk, für den er bis in die 1990er Jahre arbeitete. Hier moderierte er zunächst die Sendung Funkpost und ab 1983 die Sendung Das geht ins Ohr, in der er Schlager und Evergreens vorstellte. Um 1981 schrieb der Komponist Dieter Bohlen einige Lieder für ihn. Von 1980 bis 1983 arbeitete er auch für das deutsche Programm von Radio Luxemburg und in den 1990er Jahren für SWF4 Rheinland-Pfalz. 
Neben seiner Hörfunktätigkeit war Gunsch Moderator von Fernsehsendungen der ARD, von Sat.1 und ORF 2 sowie Autor und Sprecher von Hörkassetten und Langspielplatten. Beim ZDF präsentierte er von 1978 bis 1986 donnerstags das Wochenendwetter nach dem heute-journal, die Sendungen Wiedersehen macht Freude – Elmar Gunsch präsentiert Kabinettstückchen (1978–1984) und Lustige Musikanten (1980–1985, gemeinsam mit Carolin Reiber) sowie diverse Specials und wirkte in Sketchen der Kinderreihe Babbelgamm mit. Später wechselte Gunsch zu Sat.1 und moderierte dort die Show Nun sagen Sie mal… (1987). In der Harald Schmidt Show trat er ab Januar 1998 mit Rezitationen von deutschen Übersetzungen bekannter Popsongs auf. 
In den 2000er Jahren war Gunsch mit einer Eigenproduktion, Eine Reise ins Reich der Phantasie, zusammen mit der Gitarristin und Flamencotänzerin Barbara Hennerfeind auf Tournee in Deutschland. Am Institut für Stimm- und Sprecherziehung in Bensheim war er Dozent. Im Fernsehen war Gunsch zuletzt am 18. Oktober 2008 im ARD-Fernsehfilm Das Musikhotel am Wolfgangsee zu sehen.
Kurz vor seinem 82. Geburtstag starb Elmar Gunsch an den Folgen eines Treppensturzes. Er wurde anonym in einem Friedwald im Taunus bestattet.

## Privates
Gunsch war viermal verheiratet, in zweiter Ehe mit der Schauspielerin Herta Fauland; aus der dritten Ehe ging eine Tochter hervor (* 1964). Ab 1999 war er Ehrenmitglied im Verein Deutsche Sprache.

## Werke

### Filmografie
- 1978–1984: Wiedersehen macht Freude (Fernsehreihe)
- 1980: Familienfest (Fernsehfilm)
- 1982: Mein Bruder und ich (Fernsehfilm)
- 1983: Zum Blauen Bock (Fernsehserie, Folge: Der Blaue Bock aus München)
- 1983: Werbefilm zu Triumph Adler Alphatronic PC[9]
- 1987: Schloß & Siegel
- 1998–2001: Die Harald Schmidt Show
- 2004: Die 7 schönsten Märchen der Brüder Grimm[10]
- 2006: 11 traumhafte Märchen
- 2007: Die ProSieben Märchenstunde (Fernsehserie, Folge: Der gestiefelte Kater – Catman Begins)
- 2008: Das Musikhotel am Wolfgangsee (Fernsehfilm)

### Hörfunkreihen
- Bayern 1: Funkpost am Samstag (ab 1979);[11] Das geht ins Ohr (1983[12] bis 1996)[13]
- hr1: Dein ist mein ganzes Herz (im Wechsel mit Hanna Pfeil); Musikalisches Kreuzworträtsel; ARD-Radiowecker
- RAI Bozen: Der Kaffee ist fertig
- RTL Radio: Der Kaffee ist fertig (1980 bis 1983)[14]
- SWF4 Rheinland-Pfalz: Musikland Rheinland-Pfalz

### Tonträger
- Peter und der Wolf und Ma mère l'oye (Colosseum 1982)
- Das Dschungelbuch und Die Geschichte vom faulen Bären (Colosseum 1982)
- Arche Noah und Karneval der Tiere (Colosseum 1985)
- Der Nussknacker (Schwager & Steinlein 1988)
- Menschen in Gottes Hand, Hörbuch-Reihe Teile 1–8 (Saatkorn-Verlag 2003)
- Reise ins Reich der Phantasie (Amphion 2003, amph 20251)

### Bücher
- Donnerwetter. Hoffmann & Campe, Hamburg 1984, ISBN 3-455-08224-6
- Horch was kommt von draußen rein. Aus dem Studio geplaudert Verlag Bleicher, Gerlingen 1989, ISBN 3-88350-401-7